# مصفورة صغرى
مصفورة صغرى (الاسم العلمي: Xanthorrhoea minor) هي نوع من النباتات يتبع جنس المصفورة من فصيلة المصفورية.